# مارتن فريدر
مارتن فريدر (بالتشيكية: Martin Hřídel)‏ (22 مايو 1968 في كلادنو في التشيك – )؛ هو لاعب كرة قدم سابق كان يلعب كمهاجم.

## وصلات خارجية
- مارتن فريدر على موقع عالم كرة القدم.نت (الإنجليزية)